# Rillenstein von Mühlenkamp
Der Rillenstein von Mühlenkamp ist ein aufgerichteter Rillenstein (evtl. ein Menhir) aus der Jungsteinzeit in Mühlenkamp, einem Ortsteil von Sassen-Trantow im Landkreis Vorpommern-Greifswald (Mecklenburg-Vorpommern).

## Lage
Der Stein befindet sich direkt im Ort am Ende der Straße Zur Schwinge. Nur wenige Meter nördlich steht eines der Großsteingräber bei Müggenhall.

## Beschreibung
Der Stein weist auf halber Höhe auf einer Schmalseite eine tief eingeschliffene und eingepickte Rille auf, die sich annähernd bis zur Mitte des Steins zieht.